# Gustav Stüve
Carl Wilhelm Gustav Stüve (* 2. Mai 1833 in Osnabrück; † 27. November 1911, ebenda) war ein deutscher Jurist, Politiker, Verwaltungsbeamter und Kunstsammler.

## Herkunft
Gustav Stüve wurde am 2. Mai 1833 in Osnabrück als Sohn des Direktors des Ratsgymnasiums Carl Georg August Stüve (1794–1871) und dessen Ehefrau Leopoldine Friederike Stüve, geb. Meyer (1800–1878), in eine alte Patrizierfamilie hineingeboren. Er war ein Neffe von Johann Carl Bertram Stüve und ein Urenkel von Johann Eberhard Stüve.

## Leben
Er besuchte das Ratsgymnasium in Osnabrück und studierte von 1852 bis 1855 in Göttingen und Berlin Rechtswissenschaften. Während seines Studiums wurde er 1852 Mitglied der Burschenschaft Brunsviga. 1860 wurde er in Göttingen zum Dr. iur. promoviert. Danach war er in Osnabrück als Jurist und später als Verwaltungsbeamter in Hannover tätig.
Von 1881 bis 1888 war Stüve Präsident des Kaiserlichen Patentamts in Berlin. 1887 wurde er zum Regierungspräsidenten des Regierungsbezirks Osnabrück ernannt. Zudem war er von 1889 bis 1891 Mitglied des Preußischen Abgeordnetenhauses in Berlin (17. Wahlperiode) für den Wahlkreis Lingen-Bentheim. Er gehörte der Freikonservativen Partei an. Sein Mandat wurde jedoch 1891 wegen Wahlmanipulation für ungültig erklärt und infolgedessen von Geerd Damink (1844–1915) übernommen. Das Amt des Regierungspräsidenten von Osnabrück hatte er bis zum Eintritt in den Ruhestand im Jahr 1900 inne. Sein Nachfolger wurde Georg von Heydebrand und der Lasa.
Stüve war Kunstsammler und Kunstmäzen. Als Erbe von 38 Gemälden aus dem Besitz seiner Familie pflegte er in seiner Berliner Zeit Kontakt zu Wilhelm von Bode, der ihm mehrere Gemälde vermittelte. Nach einer kritischen Würdigung der Bestände durch Alfred Lichtwark stiftete Stüve seine auf 70 Werke angewachsene Sammlung dem Museum Osnabrück, dessen faktischer Leiter er von 1888 bis 1908 als Vorsitzender des Museumsvereins war, der ihn 1908 zum Ehrenmitglied ernannte. Ferner war er Vorsitzender des Historischen Vereins der Stadt Osnabrück von 1888 bis 1909.
Gustav Stüve verstarb im Alter von 78 Jahren in Osnabrück und wurde auf dem Hasefriedhof beigesetzt.

## Familie
Stüve war evangelisch-lutherischer Konfession. Er heiratete am 9. Oktober 1862 Bertha Pagenstecher (1836–1894), Tochter des preußischen Generalleutnants Rudolf Pagenstecher und dessen Ehefrau Karoline, geborene Pütz. Die Ehe blieb kinderlos, deswegen adoptierte das Paar eine Tochter.